# Горчаков Петро Дмитрович
Князь Петро Дмитрович Горчаков (1789—1868) — генерал від інфантерії з роду Горчакових, учасник Кавказької війни та Кримської війни, генерал-губернатор Західного Сибіру (1836—51). Старший брат генерала М. Д. Горчакова.

## Біографія
Народився в сім'ї поета-жартівника Дмитра Петровича Горчакова та його дружини Наталії Федорівни, уродженої Боборикіної (24 червня 1789).
На службу вступив юнкером (1807) і того ж року проведений в прапорщики лейб-гвардійської артилерії. Підпоручик (21 травня 1807). За відзнаки переведений в поручики (25 листопада 1810). Ад'ютант при генерал-майорові Довре (1812). За відзнаку в битві пожалуваний в штабс-капітани (11 лютого 1813). За відзнаки в битвах — капітан (30 вересня 1813). За відзнаки в битвах призначений полковником (20 липня 1814).
Учасник: 
- Російсько-шведська війна (1808—1809)
- Російсько-турецька війна (1806—1812)
- Французько-російська війна (1812)
- Війна шостої коаліції

Командир 17-го єгерського полку (1818). Проведений в генерал-майори і призначений керуючим Імеретією (1820). Взяв участь у походах Кавказької війни як окупант. В Абхазії почалися заворушення (кінець 1821) і Єрмолов доручив Горчакову з загоном у 600 осіб піхоти і 2 знаряддями напасти на абхазців. Горчаков рушив до Сухум-Кале і поблизу селища Кодор, завдав поразки Аслан-бею, який втік до Туреччини (13 листопада 1821).
На початку 1824 року помер Дмитро Шервашидзе, і в Абхазії знову почалися хвилювання. Горчакову знову наказано відновити в ній порядок і звільнити невеликий загін, обложений абхазцями в селі Соуксу. Зосередивши загін у 1400 осіб при 3 знаряддях, виступив 1 липня, 8-го досяг р. Кодор і 10-го, за сприяння бригів «Орфей» і «Меркурій», атакував завали, влаштовані по березі поблизу гирла і перегородили шлях до Соук-су. Переконавшись після взяття їх, що супротивник перегородив завалами всю дорогу по морському березі, Горчаков не наважися рухатися далі і, посадивши на судна 800 чол. піхоти, перевіз їх морем в урочище Ейлагу, за сім верст від Соук-су, висадив тут і, дочекавшись прибуття з Сухум-Кале морем ще 250 осіб, атакував супротивника і змусив його зняти облогу Соук-су, а Аслан-бея знову втекти до закубанських горців (24 липня 1821).
Єрмолов залишився дуже задоволений діями Горчакова і після смерті генерала Лісаневича († 1825) представив його до призначення командувачем 22-ю піхотною дивізією і виконуючим справи Кавказького обласного начальника. Государ затвердив це призначення, «бувши впевнений, скільки за відомими його достоїнствами, а особливо за відмінним вашим (Єрмолова) про нього свідченням». З від'їздом Єрмолова з Кавказу, покинув його і Горчаков (1826), призначений генерал-квартирмейстером 2-ї армії.
У Російсько-турецькій війні він командував 18-ю піхотною дивізією і за участь у штурмі Сілістри нагороджений орденом св. Володимира 2-го ступеня, отримав орден св. Георгія 4-го ступеня за бездоганну вислугу 25 років в офіцерських чинах (19 грудня 1829).
За відзнаки в битвах пожалуваний в генерал-лейтенанти (1829). Командував дивізією, яка послідовно іменувалася 19-ю, 15-ю і 12-ю піхотними.
У 1836 році був призначений генерал-губернатором Західного Сибіру і командиром окремого Сибірського корпусу. Переніс управління з Тобольська в Омськ (1839) і всіляко сприяв розвитку цього міста, за що отримав прізвисько «омський паша». На посаді генерал-губернатора він пробув 14 років. Запам'ятався тим, що перешкоджав поширенню в Сибіру кисельовських реформ і переселенню туди селян з європейської частини Росії.
В Омську у одруженого Горчакова була фаворитка, Олександра Родіонівна Шрамм, дружина директора Сибірського кадетського корпусу Ф. А. Шрамма. Вплив її був дуже великий і вона втручалася у всі справи управління Західного Сибіру. За словами П. К. Мартьянова, «це була особа з становищем у суспільстві, яку відвідувало все місцеве начальство і знали обивателі не тільки Омська, а й інших міст Західного Сибіру. У неї були офіційні прийоми і домашні обіди, на яких майже щодня обідало по десять і більше осіб, які запобігали перед нею для майбутнього або вдавалися під її захист у сьогоденні». Дізнавшись про цей неприпустимий зв'язок, імператор Микола I призначив повну ревізію, результатом якої була відставка Горчакова.

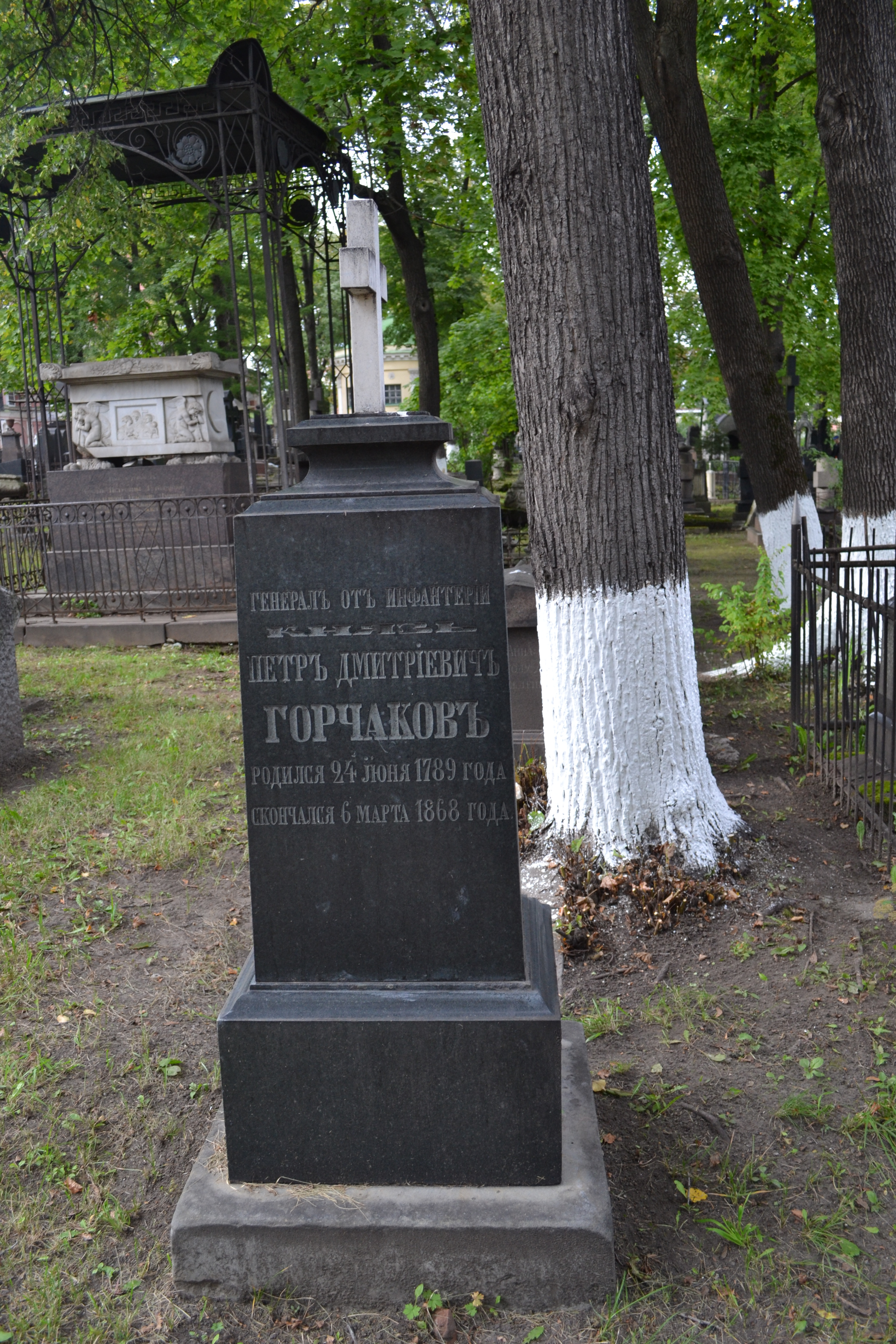
Могила в Донському монастирі в Москві.

З початком Кримської війни призначений у розпорядження головнокомандувача Кримської армії князя Меншикова. Тут він взяв участь у битві на р. Альмі і, командуючи військами правого флангу, з мужністю особисто водив в атаку батальйони Володимирського піхотного полку.
Потім йому був довірений Чоргунський загін, на який в день Інкерманської битви було покладено зробити диверсію, атакуючи французькі війська на Сапун-горі. Не маючи, однак, певних наказів головнокомандувача і маючи в розпорядженні лише одну бригаду піхоти, бо іншу слід було залишити проти Кадикіойського загону для прикриття свого лівого флангу, він не наважився на таке сміливе підприємство, як атака Сапун-гори, посиленої низкою укріплень і озброєної знаряддями великого калібру, і тим дав французькому генералу Боске можливість підтримати англійців.
«Ймовірно, начальник, більш заповзятливий і проникнутий високим почуттям патріотизму, — говорить у своїх «Записках» генерал А. П. Хрущов, — наважився б пожертвувати собою і частиною загону для успіху головної атаки», але «нерішучість і нерозпорядливість цього генерала давно були відомі». Після Інкерманської справи, за наполяганням Горчакова, Чоргунський загін був відведений на правий берег річки Чорної.
Призначений командувачем 6-м піхотним корпусом, Горчаков залишався в лавах Кримської армії до червня 1855 року, коли за донесенням свого брата, головнокомандувача, про похилий його вік, що позбавляє можливості їздити верхи, був призначений членом Державної ради.
Помер 6 березня 1868 року і був похований в московському Донському монастирі.

## Військові чини
- Прапорщик (1807)
- Підпоручик (21 травня 1807)
- Поручик (25 листопада 1810)
- Штабс-капітан (11 лютого 1813)
- Капітан (30 вересня 1813)
- Полковник (20 липня 1814)
- Генерал-майор (15 жовтня 1820)
- Генерал-лейтенант (31 жовтня 1829)
- Генерал від інфантерії (29 листопада 1846)

## Нагороди
Російські:
- Орден Святої Анни 3 ступеняОрден Святої Анни 3-го ступеня - 31 липня 1810
- Орден Святої Анни 2 ступеняОрден Святої Анни 2-го ступеня - 30 липня 1811
- Орден Святого Володимира 4 ступеняОрден Святого Володимира 4-й ст. з бантом (1812)
- Золота шпага «За хоробрість» (15 вересня 1813)
- Орден Святого Володимира 3 ступеня Орден Святого Володимира 3-й ст. (8 січня 1815)
- Золота шпага «За хоробрість» з діамантами (26 жовтня 1824)
- Орден Святої Анни 1-й ст. (19 липня 1828; імператорська корона до ордену — 23 січня 1832)
- Орден Святого Георгія Орден Святого Георгія 4-й ст. за 25 років бездоганної служби (19 грудня 1829)
- Орден Святого Володимира 2 ступеня Орден Святого Володимира 2-й ст. (1 січня 1830)
- Орден Білого Орла (Російська Імперія) Орден Білого Орла (14 квітня 1840)
- Орден Святого Олександра Невського з алмазами Орден Святого Олександра Невського (7 травня 1842; діамантові знаки до ордену — 1855)
- Орден Святого Володимира 1 ступеня Орден Святого Володимира 1-й ст. (3 квітня 1849)
- Знак відзнаки бездоганної служби за XL років (22 серпня 1849)

Іноземні:
- Кавалер ордена Леопольда (Австрія) австрійський Орден Леопольда 3-й ст. (1813)
- Орден «Pour le Mérite» (Пруссія) прусський орден Pour le Mérite (1813)
- Лицарський хрест ордена Військових заслуг Карла Фрідріха баденський орден Військових заслуг Карла Фрідріха 3-й ст. (1814)

## Особисте життя
Дружина — Наталія (Параскева?) Дмитрівна Черевіна (?—31.08.1849), дочка Д. П. Черевіна, флігель-ад'ютанта Павла I, і сестра декабриста Павла Черевіна. За заслуги чоловіка пожалувана в кавалерні дами ордена Св. Катерини меншого хреста (03.04.1838). Шлюб не був вдалим і подружжя жило окремо. Крім того, після смерті дружини Горчаков вів судовий процес про спадщину з власними дочками. Похована в Москві на цвинтарі Донського монастиря. У шлюбі мала дітей:
- Варвара (1823—26.05.1853[5] ), дружина єгермейстера С. С. Шереметєва, померла від холери, похована Новоспаському монастирі в Москві.
- Наталія (1824—1890), дружина (з 21 травня 1852 року) полковника А. Ф. Уварова (сина Ф. А. Уварова).
- Євдокія (03.09.1826[6]—1861), дружина волинського губернатора П. М. Клушина.
- Дмитро (1831—1871), одружений з княжною Єлизаветою Олександрівною Львовою.
- Ольга (1833—16.09.1873, Берлін), дружина поручика В. Г. Безобразова. Їхній онук поет Василь Комаровський.